# Sant Serni (Torà)
Sant Serni, anomentat també Sant Serni de Llanera, és una de les sis entitats de població de l'antic municipi de Llanera que l'any 1968 es va incorporar al municipi de Torà. Les altres son: Cellers, Claret, Llanera, Fontanet i Vallferosa

## Situació
El nucli de Sant Serni se situa al nord-est de Torà, als plans que s'estenen entre la riera de Llanera, al nord i la rasa de Figuerola al sud.